# Goudhurst
Goudhurst est un village du kentish weald situé dans le comté de Kent en Angleterre. Sa population était de 3 327 habitants en 2011.
À proximité se trouve le manoir de Twyssenden .

## Personnalités liées
- Sheila Noakes, faite baronne de la ville en 2000.